# Tracy Middendorf
Pour les articles homonymes, voir Middendorf.
Tracy Lynn Middendorf, née le 26 janvier 1970 à Miami, est une actrice américaine.

## Biographie
Elle est née à Miami en Floride. Elle étudie au Pickens High School à Jasper en Géorgie. En 1987, elle quitte Jasper pour Miami pour étudier l'art dramatique. Elle se marie avec  Franz Wisner, écrivain, ils ont eu deux enfants.
Au cinéma, elle joue dans son premier film avec Freddy sort de la nuit ou elle joue le rôle de Julie, la baby-sitter du petit Dylan.
Elle participe aux films : Pour l'amour du jeu, The Assassination of Richard Nixon, Mission impossible 3 et Reaching for the Moon.
À la télévision, elle tient l'un des rôles principaux dans la série Scream ou elle joue le rôle de Maggie Duval.
Elle a fait des apparitions dans les séries : X-Files, 24 heures chrono, Alias, Lost, Les Experts, Mentalist, Cold Case et Esprits criminels.  

## Filmographie

### Cinéma

#### Court métrage
- 1995 : Milestone de Rob Schmidt : Sarah
- 2014 : Snowflake : Aurore

#### Long métrage
- 1994 : Freddy sort de la nuit (Wes Craven's New Nightmare) de Wes Craven : Julie
- 1999 : Pour l'amour du jeu (For Love of the Game) de Sam Raimi : femme du joueur blond
- 2004 : The Assassination of Richard Nixon de Niels Mueller : femme d'affaires
- 2006 : El Cortez : Theda
- 2006 : Mission impossible 3 (Mission: Impossible III) de J. J. Abrams : Ashley
- 2008 : Just Add Water d'Hart Bochner : Nora
- 2010 : Boy Wonder de Michael Morrissey : Mary Donovan
- 2013 : Reaching for the Moon (Flores Raras) de Bruno Barreto : Mary

### Télévision

#### Téléfilm
- 1992 : One Stormy Night : Carrie Brady
- 1995 : Ed McBain's 87th Precinct: Lightning : Dorothy
- 1997 : Mort sur le Campus (Dying to Belong) : Kim Lessing
- 2002 : Shadow Realm : Lucinda
- 2004 : Comportement suspect (The Perfect Husband: The Laci Peterson Story) de Roger Young : Amber Frey
- 2006 : The Time Tunnel de Todd Holland : Sheila Phillips

#### Série télévisée
- 1992 - 1993 : Des jours et des vies (8 épisodes) : Carrie Brady
- 1993 - 1994 : Beverly Hills 90210 (6 épisodes) : Laura Kingman
- 1995 : The Client (saison, épisode : Happily Ever After) : Denise
- 1995 : Les McKenna (saison, épisode : Racing in the Streets) : Skates
- 1996 : Arabesque (Murder, She Wrote) (saison 12, épisode 15 : Rien ne va plus, marionnette-ville) : Erin Garman
- 1996 : Star Trek: Deep Space Nine (saison 4, épisode 22 : Pour la cause) : Ziyal
- 1997 : Expériences interdites (Perversions of Science) (saison 1, épisode 07 : Panique) : Cheerleader
- 1997 : Les Anges du bonheur (Touched by an Angel) (saison 3, épisode 23 : La Dernière Chance) : Amethyst
- 1997 - 2002 : The Practice : Bobby Donnell et Associés (The Practice) : Jennifer Cole
  - (saison 2, épisode 02 : Trahisons)
  - (saison 5, épisode 03 : De cause à effet)
  - (saison 6, épisode 19 : Le Retour de Joey Heric)
- 1998 : L.A. Docs (saison, épisode : Under the Radar) : Alice Springs
- 1999 : Chicago Hope : La Vie à tout prix (Chicago Hope) (saison 5, épisode 18 : La Voix de mon maître) : Jesse Porter
- 1999 : Millennium (saison 3, épisode 17 : L’Œil de Darwin) : Cass Doyle
- 1999 : Angel (saison 1, épisode 01 : Bienvenue à Los Angeles) : Tina
- 1999 : Ally McBeal : Risa Helms
  - (saison 3, épisodes 01 : Lavage automatique)
  - (saison 3, épisodes 04 : Vague de chaleur)
- 2000 : X-Files : Aux frontières du réel (The X-Files) (saison 7, épisode 09 : La Morsure du mal) : Gracie O'Connor
- 2001 : Gideon's Crossing (saison, épisode : The Way) : Becky Lasker
- 2001 : Associées pour la loi (Family Law) (saison 2, épisode 21 : La Loi de la tribu) : Amanda Grant
- 2001 : Six Feet Under (saison 1, épisode 02 : Le Testament) : Adele Swanson
- 2002 : Les Nuits de l'étrange (Night Visions) (saison 1, épisode 26 : Harmonie) : Lucinda
- 2002 : Division d'élite (The Division) : Kimberly
  - (saison 2, épisode 21 : Avant le déluge [1/2])
  - (saison 2, épisode 22 : Les Choses de la vie [2/2])
- 2002 : Any Day Now (saison 4, épisode 17 : Call Him Macaroni) : Tanya Meyer
- 2002 : JAG (saison 7, épisode 13 : Code de conduite) : Mariel Reese
- 2002 : 24 Heures chrono (24) : Carla Matheson
  - (saison 2, épisode 01 : 8h00 - 9h00)
  - (saison 2, épisode 02 : 9h00 - 10h00)
  - (saison 2, épisode 04 : 11h00 - 12h00)
  - (saison 2, épisode 07 : 14h00 - 15h00)
- 2003 : Le Protecteur (The Guardian) (saison 3, épisode 07 : Adoptions) : Laura Donnellon
- 2003 : Alias : Elsa Caplan
  - (saison 2, épisodes 15 : Électron libre)
  - (saison 2, épisodes 19 : Roulette russe)
- 2003 - 2009 : Les Experts (CSI: Crime Scene Investigation) : 
  - (saison 03, épisode 16 : La Fièvre de l'or) : Bridget Willis
  - (saison 10, épisode 03 : L'Homme invisible) : Belinda Mayfield
- 2004 : NIH : Alertes médicales (Medical Investigation) (saison 1, épisode 04 : Vacances mortelles) : Anne Harring
- 2004 : Cold Case : Affaires classées (Cold Case) (saison 1, épisode 21 : Instinct Maternel) : Rebecca Morgan / Linda Frandsen
- 2005 : Dr House (House, M.D.) (saison 1, épisode 13 : Le Mauvais Œil) : Sarah Reilich
- 2006 : FBI : Portés disparus (Without a Trace) (saison 5, épisode 10 : L'Espoir) : Audrey West
- 2007 : Lost : Les Disparus (Lost) : Bonnie
  - (saison 3, épisodes 21 : Meilleurs Moments)
  - (saison 3, épisodes 22 : Là où tout commence…)
- 2007 : Shark (saison 1, épisode 22 : Mon meilleur ennemi) : Wendy Phillips
- 2007 : New York, unité spéciale (Law and Order: Special Victims Unit) (saison 9, épisode 10 : Mentir ou Mourir) : Sarah Flint
- 2009 : Bones (saison 5, épisode 06 : Chair de poule) : Gaynor Rabin
- 2010 : Mentalist (The Mentalist) (saison 2, épisode 18 : Culture et Dépendance) : Jane Doe
- 2010 : NCIS : Enquêtes spéciales (NCIS) (saison 8, épisode 04 : Un parfum de thé) : Tara Bick
- 2010 - 2012 : Boardwalk Empire (9 épisodes) : Babbette
- 2011 : Esprits criminels (Criminal Minds) (saison 7, épisode 02 : Cinq sens) : Lyla Bradstone
- 2013 : Body of Proof (saison 3, épisode 12 : Erreur judiciaire) : Stacey Harrington
- 2014 : The Last Ship : Darien Chandler
  - (saison 1, épisode 01 : Phase Six)
  - (saison 1, épisode 09 : Trails)
- 2015-2016 : Scream : Margaret « Maggie / Daisy » Duval
- 2017 : Bloodline (1 épisode) : La mère de Sally
- 2018 : Gone (2 épisodes) : Helen Ross